# Gare de Lesjaverk
La gare de Lesjaverk est une gare ferroviaire de la ligne de Rauma. La gare fut ouverte en 1921 soit trois ans avant l'inauguration de la ligne. La gare est à 379.89km d'Oslo. 